# Een frisse duik
Een frisse duik (Engels: Dip in the Pool) is een kort verhaal van Roald Dahl. Het verscheen in januari 1952 voor het eerst in The New Yorker. Het is later in meerdere verhalenbundels uitgegeven, waaronder die van Joseph Payne Brennan. In deze uitgave is het in het Nederlands vertaald onder de titel Lage zone.

## Inhoud
Een rijke man genaamd William Botibol is aan boord van een cruiseschip dat midden op de Atlantische Oceaan zit. Elke avond wordt er gewed hoeveel mijl het schip de volgende dag zal afleggen. Men zet hiervoor geld in; degene wiens voorspelling het beste uitkomt, wint en krijgt de pot. Op een avond dat het flink stormt, zet Botibol tweehonderd pond – geld waarvoor hij en zijn vrouw jarenlang hebben moeten sparen – in op de "lage zone", wat betekent dat hij erop gokt dat het schip maar weinig vooruit zal komen. Hij doet dit in de verwachting dat de storm nog een hele tijd zal aanhouden. Dit zal hem een winst van zo'n 7000 dollar opleveren, van dit geld wil hij voor zijn vrouw een Lincoln cabriolet kopen. 
De volgende morgen is de storm onverwacht volledig gaan liggen en het schip vaart nu keihard door om de opgelopen achterstand in te halen. Botibol is eerst radeloos, nu zal hij zeker zijn inzet van gisteren verliezen. Dan komt hij op het idee om op het dek van boord te springen en daarbij te doen alsof het een ongeluk is, zodat het schip moet omkeren en terugvaren om hem op te pikken. De tijd die dit kost, zal voldoende zijn om het schip dusdanig op te houden dat Botibols gok op de "lage zone" alsnog uitkomt. 
Botibol trekt lichte sportkleren aan, zodat hij makkelijk kan zwemmen. Als hij aan dek komt is daar alleen een sympathiek uitziende oudere vrouw die achter op het dek op de reling leunt. Botibol voert een kort gesprek met haar en springt dan over de reling, keihard om hulp schreeuwend. De vrouw met wie Botibol net heeft gesproken ziet hem in het water spartelen en met zijn armen heftig naar haar zwaaien. Ze kijkt enkel rustig toe, terwijl het schip razendsnel doorvaart. Al snel is Botibol helemaal uit het zicht verdwenen. 
Enige later verschijnt de verzorgster van de zwakzinnige oude vrouw aan dek. Deze verzorgster gelooft niets van het verhaal dat een man zojuist met kleren en al het water in is gedoken en nog vriendelijk naar haar wuifde. Ze maant de oude vrouw streng om nooit meer zonder toezicht rond te gaan lopen.

## Bundels
- Someone Like You (1953)
- Tales of the Unexpected (1979)
- Skin and Other Stories (2000)

## Bewerkingen
Het verhaal is door Alfred Hitchcock bewerkt voor Alfred Hitchcock Presents, samen met een aantal andere verhalen van Roald Dahl.